# Tobias Vogt (Dramaturg)
Tobias Vogt (* 1973 in Zittau) ist ein deutscher Dramaturg.

## Leben
Vogt studierte in Leipzig Theaterwissenschaft, Allgemeine und Vergleichende Literaturwissenschaft und Kunstgeschichte. Dort gründete er zusammen mit Studienkollegen die Studiobühne Leipzig, gleichzeitig wirkte er als Regisseur und Dramaturg in der Freien Szene.
Als Dramaturg arbeitete er von 2001 bis 2005 am Mecklenburgischen Staatstheater Schwerin und von 2005 bis 2009 am Theater Osnabrück. Dort leitete er auch das Theaterfestival „Spieltriebe“ mit.
Nachdem er zwischenzeitlich als Künstlervermittler bei der ZAV Leipzig tätig war, ist er seit der Spielzeit 2011 als Dramaturg am Theater Augsburg engagiert.
Neben seiner Arbeit als Dramaturg hat er seit 2012 einen Lehrauftrag für Inszenierungsanalyse an der Universität Augsburg und gestaltet die monatliche Veranstaltungsreihe „Quick and Dirty“.
Während seiner Karriere arbeitete Vogt auch mit Tilman Gersch, Nina Gühlstorff, Marie Bues, Johann Kresnik, Wolfram Apprich, Matthias Kaschig, Tom Stromberg, Ramin Anaraki und Anne Lenk.

## Dramaturgien (Auswahl)
- 2014: Wir lieben und wissen nichts
- 2015: Gust
- 2015: Die lächerliche Finsternis
- 2016: Ein Sommernachtstraum, Regie: Christoph Mehler
- 2016: Das große Wundenlecken
- 2016: Oscar
- 2016: If dogs run free

## Werke
- Holger Schultze, Tobias Vogt (Hrsg.): Gegen den Alltagsstaub – Theater in Osnabrück: 100 Jahre Theater am Domhof, Verlag Theater der Zeit, 256 Seiten, ISBN 978-3-940737-50-2.